# Nikefor II. Fokas
Nikefor II. Fokas (grško Νικηφόρος Β΄ Φωκᾶς [Nikēphoros II Fōkas]) je bil cesar Bizantinskega cesarstva, ki je vladal od leta 963 do 969, * okoli 912, † 10./11. decembra 969.
Njegovi brilijantni vojaški dosežki so pripomogli k ponovnemu vzponu Bizantinskega cesarstva.

## Življenjepis

### Mladost
Nikefor Fokas je bil rojen v kapadoški družini, ki je dala več slavnih generalov, vključno z Nikeforjevim očetom Bardom Fokasom, bratom Leonom Fokasom in starim očetom Nikeforjem Fokasom starejšim. Vsi so bili poveljniki armade (domestikos tōn scholōn). Nikeforjeva mati, katere ime ni znano, je bila iz vplivnega anatolskega klana Maleinov.
Nikefor je že zelo mlad vstopil v bizantinsko vojsko. Leta 945 je pod cesarjem Konstantinom VII. napredoval v vojaškega  guvernerja Anatolske teme. Ko je bil njegov oče leta 953 v bitki ranjen, je Nikefor napredoval v vrhovnega komandanta vzhodne fronte. V vojni proti Abasidskemu kalifatu je leta 954 doživel težak poraz,  vendar se je  opomogel in v naslednjih  letih v Siriji večkrat zmagal, prvič  leta 957.
Po prihodu Romana II. na bizantinski prestol leta 959 sta Nikefor in njegov mlajši brat Leon postala komandanta vzhodne oziroma zahodne armade. Leta 960 je cesarstvo zbralo vojsko 27.000 veslačev in mornariških pešakov, ki so na 308 ladjah prevažali še 50.000 vojakov, s katero je nameravalo napasti saracenski Kretski emirat. Njeno poveljstvo so na priporočilo vplivnega ministra Jožefa Bingasa zaupali Nikeforju Fokasu. Po devet mesecev trajajočem obleganju je Nikefor zavzel Handaks in do leta 961 pregnal muslimana s cele Krete. Po vrnitvi v Konstantinopel je zavrnil običajno čast triumfa in dovolil samo manjše ovacije na hipodromu.
Kmalu zatem se je vrnil na vzhod z veliko in dobro opremljeno vojsko. Na pohodih leta 962-963 je z brilijantno strategijo osvojil mesta v Kilikiji in napredoval v Sirijo, kjer sta z nečakom Ivanom Cimiskom osvojila Alep, trajnih osvojitev pa nista dosegla. Na teh pohodih si je Nikofor prislužil vzdevek Bela smrt Saracenov. Po osvojitvi Alepa je bizantinska vojska je zaplenila 390.000 srebrnih dinarjev, 2.000 kamel in 1.400 mul.
Nikefor se je že mlad poročil s Stefano, ki je umrla preden je postal slaven. Po njeni smrti se je zaobljubil, da se ne bo več poročil, kar bi mu kasneje lahko povzročalo težave.

### Vzpon na prestol
15. marca 963 je cesar Roman II. nepričakovano in iz neznanega vzroka umrl, star komaj šestindvajset let. Takratni viri in kasnejši zgodovinarji so trdili, da je mladi cesar  umrl zaradi razuzdanega življenja in pretiranega popivanja, ali pa da ga je zastrupila njegova žena, cesarica Teofano.  Teofano je slovela kot inteligentna in ambiciozna ženska, po njegovi smrti pa kot ženska, ki je brezobzirna pri doseganju svojih ciljev. Roman je za socesarja imenoval svoja sinova Bazilija II. in Konstantina VIII., ki sta bila ob njegovi smrti stara pet oziroma tri leta. V njunem imenu je zato kot regentka vladala njuna mati.
Teofani niso dovolili, da bi vladala sama, ampak s pomočjo nekdanjega Romanovega glavnega svetovalca,  evnuha in dvornega uradnika Jožefa Bingasa. Takratni viri omenjajo, da je Bingas poskušal vzeti oblast v svoje roke  in zmanjšati moč Nikeforja Fokasa, ker se je bal, da bo poskušal priti na bizantinski prestol. Zmagoviti general je kljub temu ostal komandant armade in vzdrževal tesne vezi z aristokracijo. Jožefove spletke v naslednjih nekaj mesecih so proti njemu obrnile tako Teofano kot Nikeforja. Nikefor je sklenil zasesti prestol  in se začel preko svojega nečaka Ivana Cimiska pogajati s Teofano.
Z njeno in patriarhovo pomočjo je dobil vrhovno poveljstvo vzhodnih sil in bil  2. julija 963 proglašen  za bizantinskega cesarja. Po razglasitvi je odšel v Konstantinopel, kjer je s pomočjo svojih pristašev odstavil svojega nasprotnika Bingasa. 16. avgusta  963 je bil ob Romanovih mladoletnih sinovih kronan za cesarja in se nato kljub  nasprotovanju  konstantinopelskega patriarha poročil z njuno materjo in regentko Teofano. 

### Kasnejši vojni  pohodi
Nikefor II. Fokas je med svojim vladanjem sprožil več vojn.  Na pohodu leta 961 in 962 je napadel hamdanidski Alepski emirat. Njegov cilj ni bil osvojitev emirata, ampak prekiniti njegovo prevlado v regiji. Bizantinska vojska je zato popolnoma opustošila Alep in uničila  hamanidsko vojsko, ozemlja pa ni priključila k Bizantinskemu cesarstvu. V letih 964 do 966 je z vojsko 40.000, ki je osvojila Kilikijo, odpravljal na pohode v Mezopotamijo in Sirijo, medtem pa je njegov general Nikita Halkuca ponovno osvojil Ciper. Leta 968 je prodrl do Tripolija in mimogrede oplenil večino bližnjih trdnjav. Njegova poskusa leta 966 in 968, da bi Antiohijo odrezal od njenih zaveznic, nista bila uspešna, zato se je odločil, da bo mesto osvojil z izstradanjem. V trdnjavi Bagras na poti med Antiohijo in Aleksandreto  je pustil oddelek 1500 mož pod poveljstvom patrikija  Mihael Burca. Burc, nezadovoljen s podrejenim položajem, ni ubogal cesarjevih ukazov in je s podporo enot stratopedarha Petrosa z bliskovitim napadom osvojil Antiohijo.  Burc je bil za svojo nepokorščino kaznovan in se je kasneje pridružil zarotnikom, ki so Fokasa ubili. 
Na severni fronti se je leta 967 začela vojna z Bolgarijo, ker je Nikefor prenehal Bolgarom plačevati  letni mirovni davek. Nikefor je s 15.000 funti zlata podkupil kijevskega velikega kneza Svjatoslava I., da je napadel Bolgarijo. Njegov napad je bil tako učinkovit, da je ogrozil samo Bizantinsko cesarstvo. Nikefor je zato obnovil zavezništvo z Bolgarijo in se obrnil proti svojemu kijevskemu zavezniku.
V vojnah na zahodu je bil manj uspešen kot na vzhodu.  Ko je zavrnil plačevanje davka tudi Fatimidskemu kalifatu, je poslal na Sicilijo vojsko pod poveljstvom nečaka Manuela Fokasa. Porazi  na morju in kopnem so Manuela prisilili, da se je s celo vojsko umaknil z otoka.  Leta 967 je s Fatimidi iz Kairuana sklenil mir in se obrnil proti skupnemu sovražniku Otonu I., ki se je proglasil za cesarja Zahoda in napadel bizantinske posesti v Italiji. Po nekaj začetnih uspehih so bili Fokasovi generali poraženi in prisiljeni na umik na južno obalo.  
Napetosti med Vzhodom in Zahodom, so se odrazile tudi v neprijetnem opisu njega in njegovega dvora  v Relatio de legatione Constantinopolitana kremonskega škofa Liutpranda. Škof Nikeforju očitno ni bil naklonjen, verjetno zaradi slabega ravnanja na njegovi diplomatski misiji v Konstantinoplu. Nikefor je opisan kot dober vojak, vendar slab diplomat. K žaljivi in nepravični sodbi je zagotovo pripomoglo tudi pismo papeža Janeza XIII., poslanega med Liutprandovo misijo, v katerem je papež Otona I. naslavljal s cesarjem Rimljanov, Nikeforja pa samo s cesarjem Grkov. Liutprandova misija, na kateri naj bi organiziral poroko bizantinske princese z Otonovim sinom in kasnejšim cesarjem Otonom II., ni bila uspešna.

## Notranja politika
Zaradi skrbi, ki jo je posvečal vojski, je moral na drugih področjih uvesti  strogo varčevanje.  Omejil je razsipnost dvora, zmanjšal privilegije duhovščine in prepovedal ustanavljanje novih samostanov. S težkimi davki in razvrednotenjem denarja je zapravil svojo priljubljenost med ljudmi  in povzročil  nemire. Nazadnje ga je zapustila tudi žena in skovala zaroto, v kateri sta  sodelovala njen nečak in ljubimec Ivan Cimisk. Nikeforja so zarotniki med spanjem umorili. Po njegovi smrti je družina Fokas pod vodstvom Nikeforjevega nečaka Barda Fokas uprla, vendar so njihov upor so takoj zatrli. 
Nikefor je bil avtor več razprav o vojaški taktiki, od katerih je najslavnejša Praecepta Militaria, ki vsebuje pomembne podatke o načinu vojskovanja v tistem času. Manj znana je razprava Περί Παραδρομής (Spopadanje), ki obravnava gverilsko taktiko kot način vojskovanja proti številnejši sovražnikovi vojski. Slednje morda ni napisal Nikefor, ampak so jo zanj napisali drugi, morda brat Leon Fokas, domestik Zahoda.
Nikefor je bil zelo pobožen in je pomagal svojemu prijatelju, menihu Anastaziju, ustanoviti samostan Velika Lavra na Atosu.

## Opisa Nikeforjevih sodobnikov
V opisu škofa Liutpranda, ki je nedvomno pristranski, je Nikefor opisan kot:
...pošasten človek, pritlikav, debeloglav, s kot krt drobnimi očimi in ogaben s svojo kratko, košato in osivelo brado, sramotnim, komaj palec dolgim vratom in dolgimi in debelimi ščetinastimi lasmi. Po barvi je podoben Etiopcu in eden tistih, s katerim se sredi noči ne bi rad srečal. Z velikim trebuhom, ozkimi ledji in zelo dolgimi boki zgleda njegova postava kratka, njegova golena majhna, tako kot njegove pete in stopala. Njegova oblačila so dragocena, vendar prestara, smrdljiva in obrabljena. Obut je v sikionske  čevlje. Oster na jeziku, lisica po naravi, krivoprisežnik in lažnivec kot Odisej.
Medtem, ko škof Liutprand opisuje njegove lase kot ščetinaste, jih Leon Diakon opisuje kot črne, rahlo skodrane in nenavadno dolge.

## Družina
V prvem zakonu z neimenovano ženo je imel Nikefor II. sina
- Barda Fokasa, ki je umrl pred letom 969.

Z drugo ženo, cesarico Teofano, ni imel otrok.
V zadnjih desetletjih 10. stoletja so člani družine Fokas večkrat poskusili priti na bizantinski prestol. Nikeforjevemu nečaku Bardu Fokasu mlajšemu, ki se je uprl Baziliju II., je to skoraj uspelo. Upor se je končal zaradi njegove nenadne smrti, morda zaradi srčnega zastoja. Drug, prav tako neuspešan upor, sta leta 1022 sprožila njegov sin Nikefor Fokas Beritahel in Nikefor Ksifij.